# Picumne de Cayenne
Picumnus minutissimus
Espèce
Statut de conservation UICN

 LC  : Préoccupation mineure
Le Picumne de Cayenne (Picumnus minutissimus) est une espèce d'oiseaux de la famille des Picidae (sous-famille des Picumninae), dont l'aire de répartition s'étend sur le Guyana, le Suriname et la Guyane.